# Lexi Belle

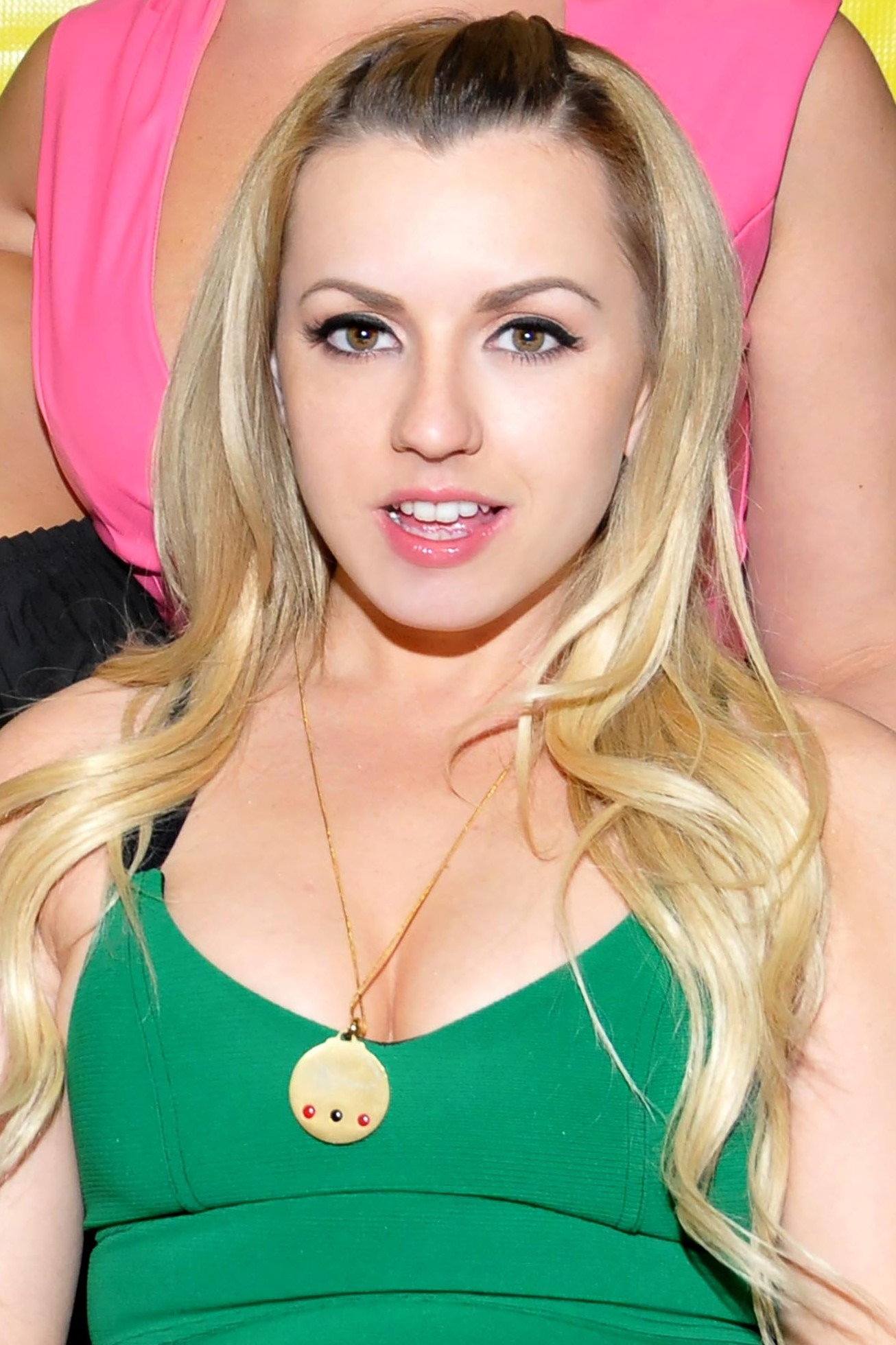
Lexi Belle vid EXXXotica Dallas 2015

Lexi Belle, född 5 augusti 1987 i Independence, Louisiana, är en amerikansk porrskådespelerska. Hon påbörjade sin karriär inom porrindustrin 2006.

## Karriär
Lexi Belle utsågs 2011 till en av de 12 mest populära porrstjärnorna av CNBC. Man motiverade utnämningen med de många priser och nomineringar hon fått av AVN och XBIZ samt hennes mycket populära hemsida, en av de största inom porrbranschen. Belle utsågs till Penthouse Pet of the Month i maj 2013 och Penthouse Pet of the Year 2014. 2015 gjorde hon sin debut inom mainstreamfilm med rollen som Hera i actionthrillern Samurai Cop 2: Deadly Vengeance, tillsammans med Kayden Kross och Tommy Wiseau.

## Utmärkelser och nomineringar

### AVN Awards

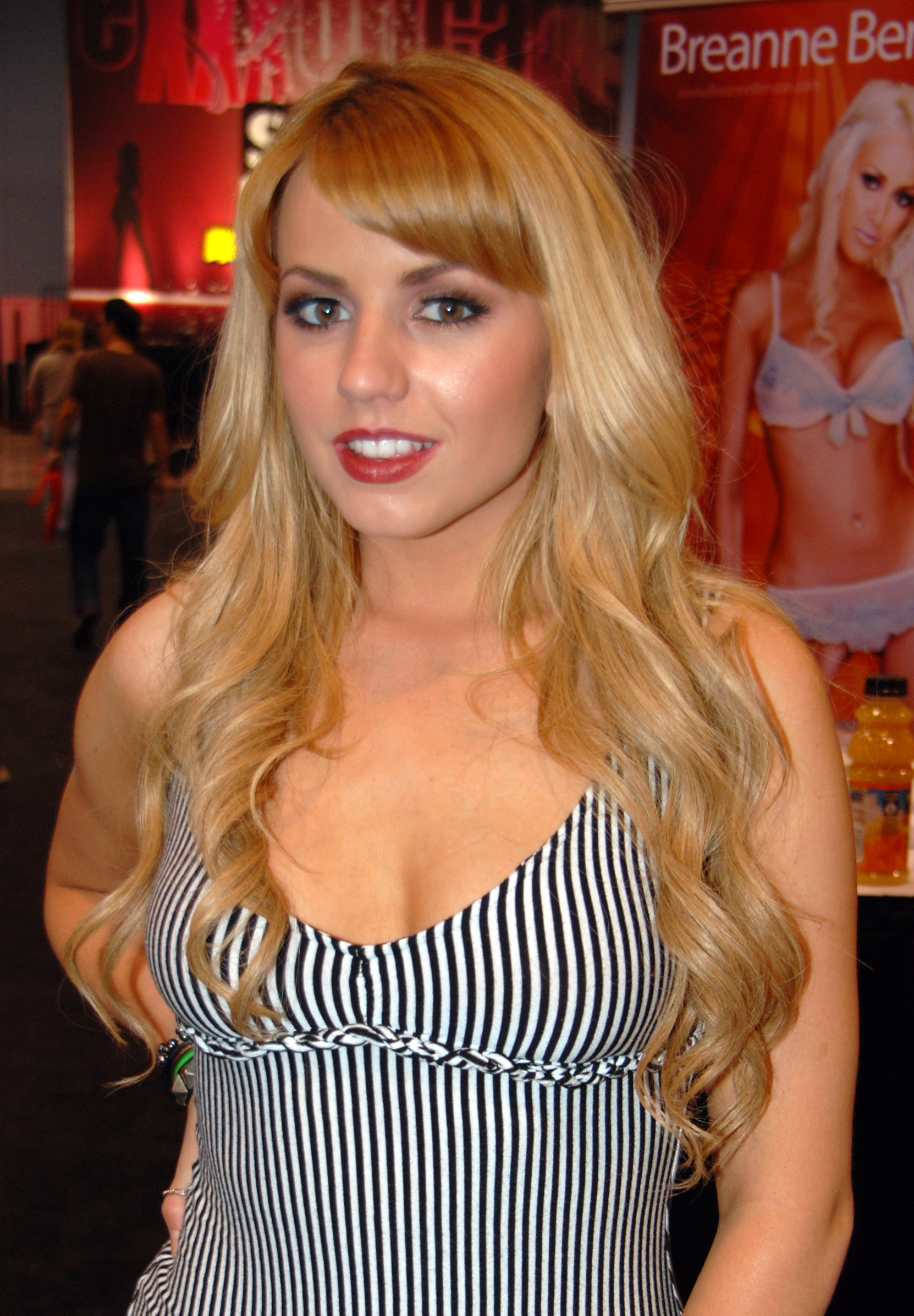
Lexi Belle vid Exxxotica Miami Beach 2010

| År   | Resultat  | Utmärkelse                                 | Film                              |
| ---- | --------- | ------------------------------------------ | --------------------------------- |
| 2008 | Nominerad | Best Group Sex Scene                       | Slutty & Sluttier 3               |
| 2009 | Nominerad | Best New Starlet                           | N/A                               |
| "-"  | Nominerad | Best All-Girl 3-Way Sex Scene              | Belladonna's Fucking Girls 6      |
|      | Nominerad | Best All-Girl Group Sex Scene              | Bad News Bitches 3                |
|      | Nominerad | Best Threeway Sex Scene                    | "-"                               |
|      | Nominerad | Best Couples Sex Scene                     | Teenage Heartbreakers 2           |
|      | Nominerad | Best Solo Sex Scene                        | "-"                               |
|      | Nominerad | Best POV Sex Scene                         | Fucked on Sight 4                 |
| 2010 | Vinnare   | Best All-Girl Couples Sex Scene            | Field of Schemes 5                |
| "-"  | Vinnare   | Best New Web Starlet                       | N/A                               |
|      | Nominerad | Female Performer of the Year               | N/A                               |
|      | Nominerad | Best All-Girl Couples Sex Scene            | Evil Pink 4                       |
|      | Nominerad | Best All-Girl Group Sex Scene              | Party of Feet                     |
|      | Nominerad | Best Couples Sex Scene                     | House of Ass 10                   |
|      | Nominerad | Best Threeway Sex Scene                    | Jailbait 6                        |
| 2011 | Vinnare   | Best Supporting Actress                    | Batman XXX: A Porn Parody         |
| "-"  | Nominerad | Best Couples Sex Scene                     | "-"                               |
|      | Nominerad | Female Performer of the Year               | N/A                               |
|      | Nominerad | Best Porn Star Website                     | LexiBelle.com                     |
|      | Nominerad | Best All-Girl Couples Sex Scene            | The Best of... Vol. 2             |
| 2012 | Vinnare   | Best Boy/Girl Scene                        | The Bombshells 3                  |
| "-"  | Nominerad | Female Performer of the Year               | N/A                               |
|      | Nominerad | Best Three-Way Sex Scene (G/B/B)           | Superman XXX: A Porn Parody       |
|      | Nominerad | Best Girl/Girl Sex Scene                   | Pretty in Pink                    |
|      | Nominerad | Best All-Girl Group Scene                  | Legs Up Hose Down                 |
| 2013 | Vinnare   | Best Oral Sex Scene                        | Massive Facials 4                 |
| "-"  | Vinnare   | Best Tease Performance                     | Remy                              |
|      | Vinnare   | Best Three-Way Sex Scene (B/B/G)           | Lexi                              |
|      | Nominerad | Female Performer of the Year               | N/A                               |
|      | Nominerad | Best All-Girl Group Sex Scene              | Allie Haze: True Sex D3Viance     |
|      | Nominerad | Best Anal Sex Scene Best Tease Performance | Lexi                              |
|      | Nominerad | Best Boy/Girl Sex Scene                    | Performers of the Year 2012       |
|      | Nominerad | Best Girl/Girl Sex Scene                   | Remy                              |
|      | Nominerad | Best Girl/Girl Sex Scene                   | Vicarious                         |
|      | Nominerad | Best POV Sex Scene                         | Superheroine 3D                   |
|      | Nominerad | Best Three-Way Sex Scene (G/G/B)           | Brazzers Presents: The Parodies 2 |
|      | Nominerad | Best Porn Star Website                     | LexiBelle.com                     |
| 2014 | Vinnare   | Social Media Star (Fan Award)              | N/A                               |
| "-"  | Nominerad | Best Actress                               | Meant to Be                       |
|      | Nominerad | Best All-Girl Group Sex Scene              | Brazzers Presents: The Parodies 3 |
|      | Nominerad | Best Anal Sex Scene                        | Big Wet Asses 22                  |
|      | Nominerad | Best Girl/Girl Scene                       | Lexi Belle Loves Girls            |

### F.A.M.E. Awards
| År   | Resultat         | Utmärkelse                                         |
| ---- | ---------------- | -------------------------------------------------- |
| 2009 | Finalist         | Favorite New Starlet Favourite Underrated Starlet  |
| 2010 | Vinnare Finalist | Favourite Underrated Starlet Favorite Oral Starlet |

### XRCO Awards
| År   | Resultat            | Utmärkelse                                    |
| ---- | ------------------- | --------------------------------------------- |
| 2009 | Nominerad           | Cream Dream                                   |
| 2010 | Vinnare             | "-"                                           |
| 2012 | Nominerad           | "-"                                           |
| 2013 | Nominerad Nominerad | Female Performer of the Year Orgasmic Oralist |

### Andra utmärkelser
- 2008 Adam Film World Guide Award - Teen Dream Of The Year
- 2012 NightMoves Award - Best Female Performer (Editor's Choice)
- 2013 NightMoves Award - Best Overall Body (Editor's Choice)
- 2014 NightMoves Award - Best Feature Dancer (Fan's Choice)